# World Re-Mix
World Re-Mix è l'unico album di remix del gruppo musicale italiano Baltimora, pubblicato nel 1986.

## Tracce

### Lato A
1. Juke Box Boy – 4:20
2. Chinese Restaurant – 5:19
3. Woody Boogie – 5:26

### Lato B
1. Up With Baltimora – 2:51
2. Running For Your Love – 5:21
3. Living in the Background (Rob Heaton remix) – 6:48